# Resolutie 2388 Veiligheidsraad Verenigde Naties
Resolutie 2388 van de Veiligheidsraad van de Verenigde Naties werd op 21 november 2017 unaniem aangenomen door de VN-Veiligheidsraad. De resolutie veroordeelde mensenhandel, in het bijzonder door Islamitische Staat (IS), alsook mensenrechtenschendingen door verschillende Afrikaanse terreurgroepen.

## Standpunten
Deze resolutie volgde op een debat over mensenhandel. Verschillende landen verwezen naar een reportage die CNN toen recent had gemaakt. Daarin was te zien hoe Afrikaanse migranten in Libië werden verkocht op slavenmarkten.

Kaart van de migrantenroutes van West-Afrika naar Europa.

Een week later kwam de Veiligheidsraad op verzoek van Frankrijk opnieuw samen in verband met die reportage. Het land vond dat Libië werk moest maken van het beloofde onderzoek naar de praktijken, anders werden internationale sancties voorop gesteld. Libië zelf vond dat het slachtoffer van een lastercampagne was geworden. Honderdduizenden migranten trokken door het land op een moment dat het politiek zeer onstabiel was. Libië kon in het licht hiervan niet verantwoordelijk worden gehouden voor internationale problemen waar het geen hand in had.
Als onderliggende oorzaken van de mensenhandel werden onstabiele en arme landen van herkomst, winstbejag en een gebrek aan ordehandhaving genoemd. Secretaris-generaal António Guterres vond dat ontwikkelde landen meer migranten moesten opnemen. In Libië zaten op dat moment zo'n 17.000 migranten vast in centra. Meer dan 100.000 mensen hadden dat jaar al de oversteek naar Italië gemaakt.
De secretaris-generaal en verschillende landen stelden dat de manier waarop groeperingen als IS en Boko Haram vrouwen en kinderen tot "ontmenselijkende dienstbaarheid" dwongen mogelijk neerkwam op oorlogsmisdaden en misdaden tegen de menselijkheid.
Er waren daarnaast landen die vonden dat er te veel verschillende initiatieven tegen mensenhandel werden opgezet. Daarom stelde Spanje voor dat het UNODC het voortouw zou nemen.

## Inhoud
Middels resolutie 2331 van elf maanden eerder was landen gevraagd samen te werken tegen mensenhandel in conflictgebieden als financieringsbron van terrorisme. Intussen had het UNODC hiervoor een databank opgezet, en nam het Antiterrorismecomité de inspanningen van landen ter zake op in zijn beoordelingen van landen in het kader van de strijd tegen terrorisme.
De Veiligheidsraad veroordeelde opnieuw de mensenhandel in conflictgebieden. De meeste slachtoffers waren vrouwen en kinderen. Zo verhandelde IS Jezidi's en andere religieuze en etnische minderheden. Ook groeperingen als Boko Haram, Al-Shabaab en het Verzetsleger van de Heer verhandelden mensen voor seksuele slavernij en dwangarbeid.
Landen werden opgeroepen de strijd tegen mensenhandel verder op te voeren. Slachtoffers moesten goed begeleid worden. Landen moesten ook de nodige wetgeving ontwikkelen om een einde te maken aan de straffeloosheid. Ze konden hiervoor ondersteuning vragen aan het UNODC.
Landen die vluchtelingen ontvingen werden gevraagd uit te kijken naar slachtoffers van mensenhandel. Ze werden ook gevraagd geen kinderen vast te houden in verband met hun immigratiewetgeving, of toch zo kort mogelijk.
De Veiligheidsraad zelf zou bekijken hoe vredesoperaties en politieke missies konden helpen in de strijd tegen mensenhandel.
Lijst ·  2337 ·  2338 ·  2339 ·  2340 ·  2341 ·  2342 ·  2343 ·  2344 ·  2345 ·  2346 ·  2347 ·  2348 ·  2349 ·  2350 ·  2351 ·  2352 ·  2353 ·  2354 ·  2355 ·  2356 ·  2357 ·  2358 ·  2359 ·  2360 ·  2361 ·  2362 ·  2363 ·  2364 ·  2365 ·  2366 ·  2367 ·  2368 ·  2369 ·  2370 ·  2371 ·  2372 ·  2373 ·  2374 ·  2375 ·  2376 ·  2377 ·  2378 ·  2379 ·  2380 ·  2381 ·  2382 ·  2383 ·  2384 ·  2385 ·  2386 ·  2387 ·  2388 ·  2389 ·  2390 ·  2391 ·  2392 ·  2393 ·  2394 ·  2395 ·  2396 ·  2397